# مهجة الشيخ
مهجة الشيخ ممثلة ومؤدية صوت سورية. وقامت بأداء صوت تانفير في المسلسل الهندي قبول.

## عن حياتها
لها العديد من الأعمال التلفزيونية في المسلسلات ودوبلاج الرسوم المتحركة.

## أعمالها

### في الدوبلاج
- وادي الذئاب ليلى تركمان
- بن 10
- المحقق كونان: الهدف الرابع عشر - ميدوري
- توم سوير - بن (نسخة مركز الزهرة)
- بيدامان كروس فاير - ريكي
- ليتل باتلرز إكسبيريينس - كازو
- دورايمون - العملإق
- محققو الحيوانات - ميسم
- ميتال فايت بي بليد زيرو جي - وئام
- تانكن دريلاند - ليفينوس
- بلازينغ تينس ج5 - كاترين
- البؤساء - بريسول
- الصغيرات المدهشات - بارسلي
- أحلام تيمي - تاد (النسخة العربية الفصحى)
- باور توب بليت - ربا
- يوكاي واتش - رامي
- توماس والأصدقاء
- سامي رجل الإطفاء ج10 - محسن
- بوب المعمار ج19 - بيستي
- أبطال الكرة - عامر (ج2)
- باكوغان - هيدرون (نصف ج2)
- ينبوع الأحلام - زين (الصوت الثالث)
- المحقق كونان - جينتا كوجيما
- المحقق كونان: جلاد زيرو - جينتا كوجيما
- دروبي مع دوريمي ج3
- موسم الكرز - بتول
- حريم السلطان-السلطانة قسم - السلطانة فخرية
- العاصفة - مارينا
- فلة أميرة الأمنيات - فلة
- سوبر وينجز (نسخة مركز الزهرة) - دوني
- قبول
- زواج مصلحة - فتون
- بنات الشمس - سيلين
- شارع السلام
- يوميات مدرسية - جاد
- مهرتي الصغيرة (نسخة  مركز الزهرة) - آبل جاك
- عالم الغرائب - تامر
- كايو - كايو
- موتورايز - رامي
- النمر الوردي والأبناء - بينكي
- زاك ستورم - كلوفيس
- أبطال الديجيتال (2020) - أمجد
- بي باتل برست - شهاب

## روابط خارجية
- مهجة الشيخ على موقع قاعدة بيانات الأفلام العربية